# IC 2014
IC 2014 — галактика типу SBc () у сузір'ї Сітка.
Цей об'єкт міститься в оригінальній редакції індексного каталогу.